# Uwe Buchtmann
Uwe Buchtmann (Herford, 7 de abril de 1968) é um desportista alemão que competiu para a RFA no ciclismo na modalidade de pista, especialista na prova de tandem.
Ganhou duas medalhas no Campeonato Mundial de Ciclismo em Pista, prata em 1988 e bronze em 1990.

## Medalheiro internacional
| Campeonato Mundial | Campeonato Mundial | Campeonato Mundial | Campeonato Mundial |
| Ano                | Lugar              | Medalha            | Competição         |
| ------------------ | ------------------ | ------------------ | ------------------ |
| 1988               | Gante ( Bélgica)   | Medalha de prata   | Tandem (A)         |
| 1990               | Maebashi ( Japão)  | Medalha de bronze  | Tandem (A)         |